# Производство кофе в Эфиопии
Производство кофе в Эфиопии исторически является важной отраслью экономики страны.

## История

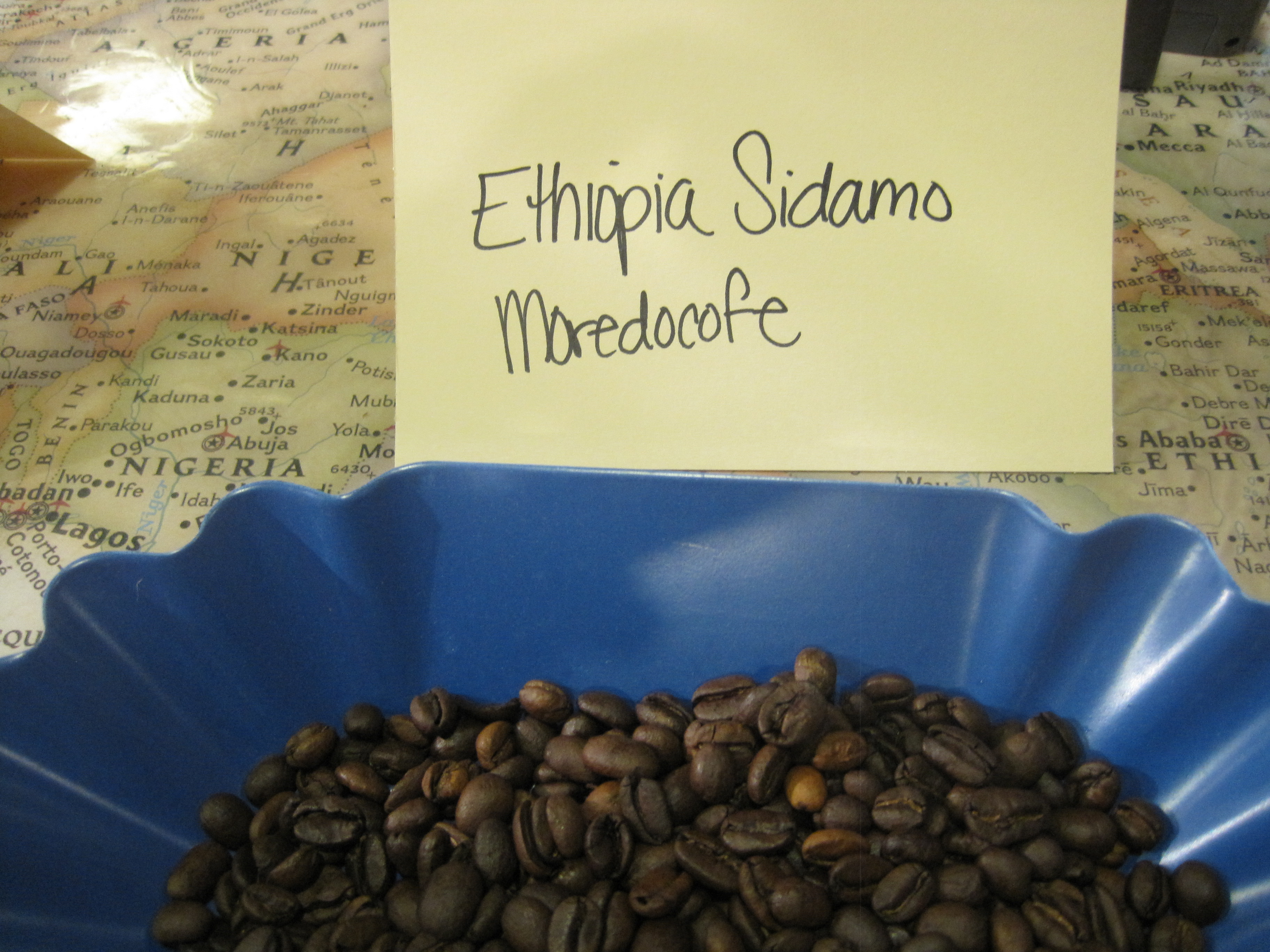
выращенные в Эфиопии кофейные зёрна сорта «Sidamo» (получившие название по месту выращивания — в провинции Сидамо)

Вечнозелёные леса с дикорастущим кофейным деревом Cofféa arábica растут на очень влажных юго-западных склонах Эфиопского нагорья на высоте 1200—2000 м.
Уже на рубеже XIX—XX вв. кофе входил в число основных экспортных товаров страны.
После строительства железной дороги Джибути — Аддис-Абеба (введённой в эксплуатацию в 1903 году и обеспечившей возможность вывоза товаров из внутренних районов страны) и строительства внутреннего порта Гамбелы в 1907 году производство и экспорт кофе увеличились.
В начале 1970-х годов Эфиопия являлась отсталой аграрной страной (в сельском хозяйстве было занято 90 % населения), кофе являлся основной товарной сельскохозяйственной продукцией — в 1970 году сбор кофе составил около 220 тыс. тонн.
Начавшийся в 1973 году голод осложнил положение в экономике страны и стал одной из причин революции 1974 года и аграрной реформы. В 1974 году доля сельского хозяйства составляла 48 % ВВП страны.
4 марта 1975 года началась аграрная реформа, целью которой было наделение землёй всех, кто живёт за счёт её обработки. Началось внедрение новых методов земледелия, создание крестьянских ассоциаций, государственных ферм и кооперативов. 19 декабря 1975 года был принят новый закон о труде, впервые в истории страны устанавливавший 8-часовой рабочий день, минимум заработной платы и ежегодный оплачиваемый отпуск.
В следующие годы с целью увеличения производства продовольствия и снижения риска неурожая началась диверсификация сельского хозяйства и было продолжено создание сельскохозяйственных кооперативов. Производство зерновых культур увеличилось, производство кофе несколько снизилось. В 1976 году сбор кофе составил 150 тыс. тонн (в это время лучшие сорта кофе уже выращивали на плантациях, но значительную часть сбора по-прежнему получали с дикорастущих кофейных деревьев в горах западной и южной Эфиопии).
В конце 1970х годов в Эфиопии нашли способ использования оболочки кофейных зёрен (ранее считавшейся ненужным мусором и использовавшейся в качестве топлива). Шелуху начали смешивать с эвкалиптовой стружкой с последующим прессованием, получая древесно-стружечные пластины для производства мебели.
В 1983 году сбор кофе составил 204 тыс. тонн, однако начавшаяся в конце 1984 года сильная засуха осложнила положение в сельском хозяйстве.
В 2014 году сбор кофе составил около 420 тыс. тонн зелёных зёрен.

## Современное состояние
Эфиопия — один из основных производителей кофе в мире (около 4,8 % мирового производства) и на африканском континенте (более 20 % общеафриканского сбора). Кофе растёт на высотах от 1100 до 2100 метров над уровнем моря при среднегодовой температуре 20—25 °C и осадках 1500—2000 мм в год. Средняя урожайность кофе — 4 ц/га. Сбор кофе длится с августа по январь. Страна собирает треть мирового производства кофе арабика. По оценкам, каждый четвёртый житель Эфиопии (всего около 12 миллионов человек) занимается сбором и выращиванием кофе. Несмотря на то, что страна потребляет 55 % своего урожая зёрен, объём экспорта кофе растёт и достигает 90 тысяч тонн. Валовый ежегодный сбор составляет 200—240 тысяч тонн кофе. На его долю падает 4—5 % внутреннего валового продукта, 30 % правительственных доходов, 65—70 % валютных поступлений.